# Cubaris granulatus
Cubaris granulatus är en kräftdjursart som beskrevs av Walter E. Collinge 1915. Cubaris granulatus ingår i släktet Cubaris och familjen Armadillidae. Inga underarter finns listade i Catalogue of Life.